# Jatropha galvanii
Jatropha galvanii är en törelväxtart som beskrevs av J.Jiménez Ram. och L.M.Contr.. Jatropha galvanii ingår i släktet Jatropha och familjen törelväxter. Inga underarter finns listade i Catalogue of Life.